# Zygomyia chavantesi
Zygomyia chavantesi är en tvåvingeart som beskrevs av Lane 1951. Zygomyia chavantesi ingår i släktet Zygomyia och familjen svampmyggor. Inga underarter finns listade i Catalogue of Life.